# Tham nhũng FIFA 2015
Trong năm 2015, các công tố viên liên bang Mỹ đã tiết lộ các vụ tham nhũng của các quan chức và các cộng sự có liên quan với FIFA, cơ quan chủ quản của hiệp hội bóng đá, futsal và bóng đá bãi biển.
Gần cuối tháng 5 năm 2015, mười bốn người bị truy tố liên quan tới một cuộc điều tra của Cục Hoa Kỳ Điều tra Liên bang Hoa Kỳ (FBI) và Vụ Điều tra vụ án hình sự Thu nhập nội bộ (IRS-CI) với các tội danh lừa đảo, gian lận, và rửa tiền. Tổng chưởng lý Hoa Kỳ đồng thời công bố các bản cáo trạng và nhận tội trước của bốn giám đốc và hai công ty điều hành bóng đá.
Việc điều tra phần lớn xoay quanh việc thông đồng giữa các quan chức của cơ quan bóng đá lục địa CONMEBOL (Nam Mỹ) và CONCACAF (Caribbe, Trung và Bắc Mỹ), và giám đốc điều hành tiếp thị thể thao. Các giám đốc điều hành tiếp thị thể thao là người nắm giữ các phương tiện truyền thông và quyền tiếp thị cho các cuộc thi quốc tế cao cấp bao gồm các giải đấu vòng loại FIFA World Cup châu Mỹ, và các giải đấu kiểu mẫu CONCACAF Gold Cup và Copa América. Chủ tịch CONCACAF Jeffrey Webb, cũng là chủ tịch Liên đoàn bóng đá quần đảo Cayman, đã bị bắt trong quá trình điều tra, ngoài ra hai ứng viên Ban chấp hành FIFA: Eduardo Li của Costa Rica Liên đoàn bóng đá và Eugenio Figueredo, cựu thành viên của Liên đoàn bóng đá Uruguay và cựu Chủ tịch CONMEBOL Nicolás Leoz cũng bị bắt. Cuộc điều tra kéo dài nhiều năm, với người bị bắt giữ đầu tiên, con trai Daryll Warner, bị bắt vào tháng 7 năm 2013.
Tổng cộng, bảy quan chức đương chức của FIFA đã bị bắt giữ tại khách sạn Baur au Lac ở Zürich ngày 27 tháng 5 năm 2015. Họ đang chuẩn bị tham dự Hội nghị FIFA lần thứ 65, theo lịch sẽ chốt lại việc bầu chọn chức chủ tịch FIFA.
Họ sẽ bị dẫn độ sang Hoa Kỳ vì nghi ngờ nhận 150 triệu đô la Mỹ tiền hối lộ. Cũng đã có một cuộc truy bắt đồng thời ở trụ sở CONCACAF tại Miami, và sau đó, thêm hai người nữa tiếp tục bị cảnh sát bắt giữ. Cựu chủ tịch CONCACAF Jack Warner và giám đốc marketing Alejandro Burzaco. Hai vụ bắt giữ thêm các quan chức FIFA tại khách sạn xảy ra vào tháng 12 năm 2015.
Vụ bắt giữ đã khiến Australia, Colombia, Costa Rica, Đức và Thụy Sĩ mở hoặc tăng cường các điều tra tội phạm riêng đối với các quan chức cấp cao FIFA về tội tham nhũng.
Tháng 12 năm 2015, Chủ tịch FIFA Sepp Blatter và Chủ tịch UEFA Michel Platini bị cấm hoạt động bóng đá dài hạn sau cuộc điều tra của Ủy ban đạo đức FIFA. FIFA bác kháng cáo của Blatter, Platini và Blatter thừa nhận Nga thắng đăng cai trước khi bỏ phiếu.
Hai quan chức quyền lực nhất của bóng đá thế giới bị kết tội trong vụ giao dịch hai triệu đô "bất minh" vào năm 2011. Đây là số tiền mà Blatter đã đưa cho Platini mà không có sự giải thích thỏa đáng.